# 塞尔索·埃斯基韦尔
塞尔索·埃斯基韦尔（西班牙語：Celso Esquivel，1981年3月20日—），巴拉圭男子足球运动员，司职后卫。他曾代表巴拉圭国奥队参加2004年夏季奥林匹克运动会足球比赛，获得一枚银牌。